# Vathmala
Vathmala o Bathmala ( [bam'malo] (potser de "vall dolenta", en francès Bethmale) és un municipi francès, situat a la regió d'Occitània, departament de l'Arieja.
La vall dona nom a un formatge que s'hi elabora, el formatge Bethmale.